# Гуляев, Андрей Михайлович
Андре́й Миха́йлович Гуля́ев (16 ноября 1952 — 4 декабря 1999) — российский дипломат.

## Биография
Окончил Московский государственный институт международных отношений (МГИМО) МИД СССР (1975) и Академию общественных наук при ЦК КПСС (1985). Владел английским, бирманским и немецким языками. На дипломатической работе с 1990 года.
- В 1978—1990 годах — референт, старший референт Международного отдела ЦК КПСС.
- В 1990—1994 годах — советник Посольства СССР, затем России в Индии.
- В 1994—1998 годах — старший советник, заведующий отделом, заместитель директора Третьего департамента Азии МИД России.
- С 18 сентября 1998 по 4 декабря 1999 года — чрезвычайный и полномочный посол Российской Федерации в Пакистане[1][2].

## Дипломатический ранг
- Чрезвычайный и полномочный посланник 2 класса (25 июля 1997)[3].